# Sinopoda parva
Sinopoda parva – gatunek pająka z rodziny spachaczowatych i podrodziny Heteropodinae.

## Taksonomia
Gatunek ten opisany został po raz pierwszy w 2020 roku przez Elenę Grall i Petera Jägera na łamach „Zootaxa”. Jako miejsce typowe wskazano Fraser’s Hill na terenie malezyjskiego stanu Pahang. Epitet gatunkowy oznacza po łacinie „mała”.

## Morfologia
Jedyny zmierzony okaz jest samcem o ciele długości 4 mm przy prosomie długości 2 mm i szerokości 2 mm. U okazu przechowywanego w alkoholu karapaks jest pośrodku żółty ze wzorem, na bokach brązowy z trzema parami żółtych kropek, a w tyle zaopatrzony w żółtą przepaskę poprzeczną, szczękoczułki są żółte, nogogłaszczki żółte z elementami brązowymi, sternum żółtawobiałe, odnóża żółto-brązowe, natomiast opistosoma (odwłok) z wierzchu szarawobiała z brązowym nakrapianiem, z tyłu szarawobrązowa, a od spodu żółtoszara. Oczy wszystkich par są wykształcone. Szczękoczułki mają trzy zęby na krawędzi przedniej i pięć na tylnej. Nogogłaszczki samca mają apofizę retrolateralną goleni o gałęzi grzbietowej cienkiej i zwężającej się w widoku brzusznym, i lekko zakrzywionej widoku tylno-bocznym szerokiej, dłuższej niż  w widoku brzusznym trójkątna, a w widoku tylno-bocznym szeroka i krótka gałąź brzuszna. U podstawy tejże apofizy brak pędzelka sztywnych szczecinek. Tegulum nie jest bocznie wybrzuszone. Wyrastający na godzinie pierwszej, przysadzisty konduktor jest krótki, szeroki u podstawy, w części odsiebnej w widoku brzusznym węższy. Spermofor w widoku brzusznym jest S-kształtnie wykrzywiony. Embolus ma część proksymalną niemal dwukrotnie większą niż smukłą część dystalną, a apofizy embolicznej brak zupełnie.

## Rozprzestrzenienie
Pająk orientalny, endemiczny dla Malezji, znany tylko z lokalizacji typowej na terenie stanu Pahang.